# Pleyber-Christ
Pleyber-Christ (tiếng Breton: Pleiber-Krist) là một xã của tỉnh Finistère, thuộc vùng Bretagne, miền tây bắc Pháp.

## Dân số
Người dân ở Pleyber-Christ được gọi là Pleybériens.